# Calendario de la República de China

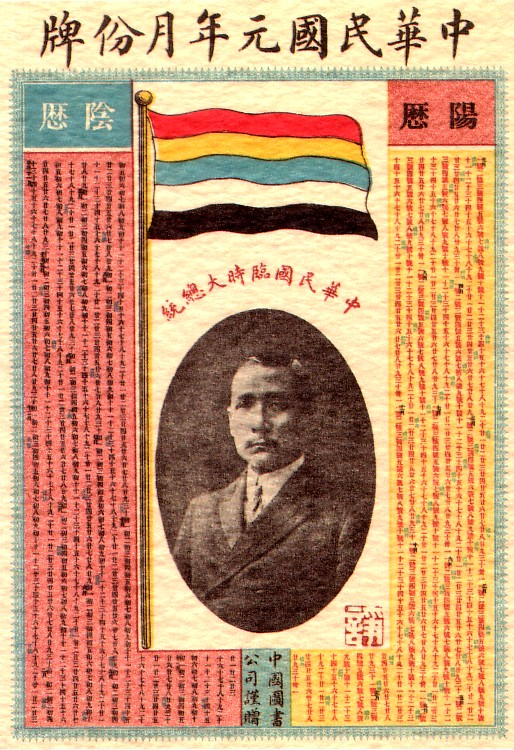
Calendario conmemorativo del primer año de la República de China, así como de la elección de Sun Yat-sen como Presidente provisional de la República de China.

El calendario de la República de China, a menudo abreviado como calendario ROC o calendario Minguo, es un calendario utilizado en Taiwán, Penghu, Kinmen y Matsu. El primer año de este calendario es 1912, el año en que se fundó la República de China (ROC) en Nankín.
El calendario de la República de China mantiene la costumbre de usar el nombre de la era y el año de reinado del soberano, como lo hicieron las dinastías chinas anteriores. El calendario gregoriano se utiliza para determinar los números de días y meses. Desde 1912, muchos documentos oficiales de la República de China han usado este calendario.
Este calendario ha estado en uso como calendario oficial de Taiwán y Penghu desde 1945. Las comunidades de taiwaneses y chinos que viven en el extranjero también han adoptado este calendario. El calendario de la República de China también se emplea en obras históricas y crónicas publicadas en la China continental entre 1912 y 1949.

## Características
El calendario gregoriano fue adoptado por la incipiente República de China el 1 de enero de 1912 para asuntos oficiales, pero la población en general siguió utilizando el calendario lunisolar chino tradicional. Entre 1916 y 1921, el futuro del calendario gregoriano estaba en duda ya que China estaba gobernada por varios señores de la guerra que recibían el apoyo de potencias coloniales extranjeras. Los señores de la guerra lucharon por el control del norte de China desde aproximadamente 1921 hasta 1928, pero el gobierno nacionalista liderado por el Kuomintang a cargo del sur de China siguió el calendario gregoriano. El calendario gregoriano se adoptó formalmente el 1 de enero de 1929, luego de la reconstitución de la República de China por parte del Kuomintang el 10 de octubre de 1928. Desde 1949, el calendario gregoriano ha estado en uso en la República Popular China.
La numeración de los años siguió siendo problemática a pesar de la adopción del calendario gregoriano. La tradición monárquica china era usar el nombre de la era del monarca y el año de su reinado. El reinado semilegendario del Emperador Amarillo en el tercer milenio antes de Cristo se puede utilizar como una alternativa para calcular los años. Como parte de su esfuerzo por deslegitimar a la dinastía Qing, algunos republicanos chinos comenzaron a abogar por un sistema de años numerados continuamente a principios del siglo XX para que los nombres de los años fueran independientes del nombre del monarca.
Sun Yat-sen anunció su nombramiento como líder provisional de la República de China por telegrama a los jefes de cada provincia el día 13 del mes 11 del año 4609 del gobierno del Emperador Amarillo, o el 1 de enero de 1912.) como el año inaugural de la República de China. Inicialmente, el calendario Minguo tenía la intención de adherirse a la tradición china de las monarquías, que nombraba los años según la cantidad de años que había reinado el monarca. Se tomó la decisión de utilizar el año en que se estableció el régimen actual tras la fundación de la República y la consiguiente ausencia de un monarca. El emperador Kangxi, que gobernó desde 1662 hasta 1722 (Kangxi 61), tuvo el reinado más largo en la historia de China, lo que redujo el problema de los frecuentes cambios de calendario. Ningún emperador chino había gobernado nunca durante más de 61 años en total.
Dado que la mayoría de los nombres de eras chinas constan de dos caracteres chinos, 民國 (Mínguó, "República") se utiliza como abreviatura de 中華民國 (Zhōnghuá Mínguó, "República de China"). El primer año, 1912, se llama 民國元年 (Mínguó Yuánnián) y el 2023, el "112º año de la República", se denomina 民國一百一十二年, 民國112年, o simplemente 112.
Según las Normas Nacionales de la República de China CNS 7648: Elementos de Datos y Formatos de Intercambio - Intercambio de Información - Representación de Fechas y Horas (similar a la norma ISO 8601), la numeración de los años puede utilizar tanto el sistema gregoriano como la era ROC. Por ejemplo, el 18 de marzo de 2023 puede escribirse como 2023-03-18 o ROC 112-03-18.
La numeración de la era ROC coincide con la del calendario Juche de Corea del Norte, ya que su fundador, Kim Il-sung, nació en 1912. También coincide con la era Taishō de Japón (30 de julio de 1912 al 25 de diciembre de 1926).
Además del calendario Minguo de la ROC, los taiwaneses continúan utilizando el calendario lunar chino para ciertas funciones, como las fechas de muchas festividades, el cálculo de la edad de las personas y funciones religiosas.

## Argumentos a favor y en contra
El uso del sistema del calendario ROC se extiende más allá de los documentos oficiales.
Ha habido propuestas legislativas por parte de los partidos políticos de la Coalición Pan-Verde que apoyan la independencia de Taiwán, como el Partido Progresista Democrático, para abolir formalmente el calendario de la ROC a favor del calendario gregoriano. Aunque sigue habiendo desacuerdo y debate en Taiwán sobre la posible abolición del calendario Minguo, ya que algunos argumentan que es una parte importante de la identidad y la cultura taiwanesa, mientras que otros creen que es un legado de la era de la ocupación japonesa y la anterior influencia del gobierno nacionalista chino. Aunque se han propuesto cambios en el pasado, el calendario Minguo sigue siendo utilizado oficialmente en Taiwán en la actualidad.

## Relación con el calendario gregoriano
Solo hay que restar 1911 de cualquier año que comience en el calendario gregoriano (1912 y posteriores) para obtenerlo en el formato del calendario ROC (en eras).
| Calendario ROC | 1    | 2    | 3    | 4    | 5    | 6    | 7    | 8    | 9    | 10   |
| -------------- | ---- | ---- | ---- | ---- | ---- | ---- | ---- | ---- | ---- | ---- |
| d. C.          | 1912 | 1913 | 1914 | 1915 | 1916 | 1917 | 1918 | 1919 | 1920 | 1921 |
| Calendario ROC | 11   | 12   | 13   | 14   | 15   | 16   | 17   | 18   | 19   | 20   |
| d. C.          | 1922 | 1923 | 1924 | 1925 | 1926 | 1927 | 1928 | 1929 | 1930 | 1931 |
| Calendario ROC | 21   | 22   | 23   | 24   | 25   | 26   | 27   | 28   | 29   | 30   |
| d. C.          | 1932 | 1933 | 1934 | 1935 | 1936 | 1937 | 1938 | 1939 | 1940 | 1941 |
| Calendario ROC | 31   | 32   | 33   | 34   | 35   | 36   | 37   | 38   | 39   | 40   |
| d. C.          | 1942 | 1943 | 1944 | 1945 | 1946 | 1947 | 1948 | 1949 | 1950 | 1951 |
| Calendario ROC | 41   | 42   | 43   | 44   | 45   | 46   | 47   | 48   | 49   | 50   |
| d. C.          | 1952 | 1953 | 1954 | 1955 | 1956 | 1957 | 1958 | 1959 | 1960 | 1961 |
| Calendario ROC | 51   | 52   | 53   | 54   | 55   | 56   | 57   | 58   | 59   | 60   |
| d. C.          | 1962 | 1963 | 1964 | 1965 | 1966 | 1967 | 1968 | 1969 | 1970 | 1971 |
| Calendario ROC | 61   | 62   | 63   | 64   | 65   | 66   | 67   | 68   | 69   | 70   |
| d. C.          | 1972 | 1973 | 1974 | 1975 | 1976 | 1977 | 1978 | 1979 | 1980 | 1981 |
| Calendario ROC | 71   | 72   | 73   | 74   | 75   | 76   | 77   | 78   | 79   | 80   |
| d. C.          | 1982 | 1983 | 1984 | 1985 | 1986 | 1987 | 1988 | 1989 | 1990 | 1991 |
| Calendario ROC | 81   | 82   | 83   | 84   | 85   | 86   | 87   | 88   | 89   | 90   |
| d. C.          | 1992 | 1993 | 1994 | 1995 | 1996 | 1997 | 1998 | 1999 | 2000 | 2001 |
| Calendario ROC | 91   | 92   | 93   | 94   | 95   | 96   | 97   | 98   | 99   | 100  |
| d. C.          | 2002 | 2003 | 2004 | 2005 | 2006 | 2007 | 2008 | 2009 | 2010 | 2011 |
| Calendario ROC | 101  | 102  | 103  | 104  | 105  | 106  | 107  | 108  | 109  | 110  |
| d. C.          | 2012 | 2013 | 2014 | 2015 | 2016 | 2017 | 2018 | 2019 | 2020 | 2021 |
| Calendario ROC | 111  | 112  | 113  | 114  | 115  | 116  | 117  | 118  | 119  | 120  |
| d. C.          | 2022 | 2023 | 2024 | 2025 | 2026 | 2027 | 2028 | 2029 | 2030 | 2031 |